# Linksys iPhone
iPhone é um telefone celular desenvolvido pela Linksys.
O iPhone foi lançado em vários modelos, todos eles usam o o protocolo SIP, usado pela maioria dos provedores de telefonia IP.
iPhone Linksys Wireless-G WIP320
Se conecta diretamente ao Skype e descobre automaticamente pontos de acessos wirelesse.
iPhone Linksys CIT400
Se conecta ao Skype, a rede Ethernet e ao telefone fixo.